# Leichtathletik-Länderkampf der Männer 1989 Großbritannien – BR Deutschland – Sowjetunion – USA
| 3. Leichtathletik-Länderkampf mit bundesdeutscher Beteiligung 1989             | 3. Leichtathletik-Länderkampf mit bundesdeutscher Beteiligung 1989 |
| ------------------------------------------------------------------------------ | ------------------------------------------------------------------ |
|                                                                                |                                                                    |
| Ländervergleich der Männer Großbritannien – BR Deutschland – Sowjetunion – USA |                                                                    |
| Austragungsort                                                                 | Birmingham                                                         |
| Wettbewerbe                                                                    | 21                                                                 |
| Datum                                                                          | 23./24. Juni                                                       |
| 1. USA 2. GBR 3. URS 4. FRG                                                    | 216 Punkte 191 Punkte 172 Punkte 152 Punkte                        |
| Chronik                                                                        |                                                                    |
| ← ITA-FRG-BGR-GBR-HUN 00Werfer (F)                                             | GBR-FRG-URS-USA (F) →                                              |

Der dritte Vergleich des Länderkampfjahres 1989 war die erste Begegnung mit dem allgemeinen leichtathletischen Programm. Es war ein Vierländerkampf, in dem die bundesdeutschen Männer mit Großbritannien, der Sowjetunion und den USA auf hochkarätige Gegner trafen. Austragungsort am 23./24. Juni war die britische Stadt Birmingham.
Gegen Großbritannien lautete die Bilanz in Zweiländerkämpfen elf zu zwei für die Bundesrepublik, das letzte Aufeinandertreffen lag schon einige Jahre zurück und hatte 1977 in London mit einem britischen Sieg geendet.
Mit der Sowjetunion hatten Deutschlands Leichtathleten neun Vergleiche ausgetragen. Außer der ersten Begegnung 1958 in Augsburg hatte die UdSSR alle Begegnungen in den Länderkämpfen mit dem allgemeinen Leichtathletikprogramm für sich entschieden, zuletzt 1978 in Dortmund.
Die Bilanz gegen die USA als weltstärkste Leichtathletiknation war noch schlechter. Alle zwölf vorangegangenen Länderkämpfe hatten mit deutschen Niederlagen geendet, zuletzt 1985 in Bremen.
Auch die Frauen trugen an denselben beiden Tagen am selben Ort einen Vierländerkampf aus.

## Modus
Auf dem Programm stand neben den bei Männerländerkämpfen üblichen zwanzig Disziplinen noch ein 10.000-m-Bahngehen. Die beiden Bahnlangstreckenläufe über 5000 und 10.000 Meter wurden verkürzt über 3000 bzw. 5000 Meter ausgetragen. Aus dem olympischen Wettbewerbskatalog fehlten nur der 10.000-Meter-Lauf, der Marathonlauf, das 50-km-Gehen sowie der Zehnkampf. Jede Mannschaft stellte zwei Teilnehmer pro Disziplin. Die Punkte wurden nach folgenden Regeln vergeben: 1. Platz: 9 P / 2. Pl.: 7 P / 3. Pl.: 6 P / 4. Pl.: 5 P / ….

## Ergebnis
In den Einzelläufen dominierten die US-Amerikaner mit fünf und die Briten mit vier Disziplingewinnen. Die Bundesrepublik kam hier zu einem Erfolg, während die Sowjetunion im Bereich Lauf leer ausging. Beide Staffeln gingen an die USA. Im Bahngehen erzielte die UdSSR einen Doppelsieg. Im Bereich Sprung lagen die sowjetischen Vertreter zweimal vorn, die US-Amerikaner einmal. Im Hochsprung teilten sich die USA und Großbritannien den Sieg. In der Kategorie Wurf/Stoß entschieden die bundesdeutschen Athleten zwei Wettbewerbe für sich, die US-Amerikaner und Briten je einen.
So endete das Aufeinandertreffen der vier Länder in Birmingham mit einem standesgemäßen Sieg der US-Amerikaner, die auf 216 Punkte kamen. Nicht ganz unerwartet war der zweite Rang der Briten mit 191 Punkten, die auch später in der Saison beim Europacup als Sieger triumphieren sollten. Die Sowjetunion – im August Dritter beim Europacup – platzierte sich mit 172 Punkten als Dritter noch vor den bundesdeutschen Vertretern, die mit 152 Punkten wie erwartet Vierte und Letzte wurden.

## Legende
Kurze Übersicht zur Bedeutung der Symbolik – so üblicherweise auch in sonstigen Veröffentlichungen verwendet:
| DNF | nicht im Ziel (did not finish)                               |
| DSQ | disqualifiziert                                              |
| NMH | keine Höhe (No Mark)                                         |
| ogV | ohne gültigen Versuch                                        |
| w   | Rückenwindunterstützung über dem erlaubten Limit von 2,0 m/s |

## Einzelresultate

### 100 m
| Platz | Athlet              | Land | Zeit (s) |
| ----- | ------------------- | ---- | -------- |
| 1     | Linford Christie    | GBR  | 10,08    |
| 2     | Slip Watkins        | USA  | 10,19    |
| 3     | Wladimir Krylow     | URS  | 10,20    |
| 4     | Davon Council       | USA  | 10,20    |
| 5     | Wolfgang Haupt      | FRG  | 10,33    |
| 6     | Andrei Rasin        | URS  | 10,42    |
| 7     | Volker Westhagemann | FRG  | 10,54    |
| 8     | Elliot Bunney       | GBR  | 10,65    |

Datum: 23. Juni
Wind: +3,15 m/s

### 200 m
| Platz | Athlet              | Land | Zeit (s) |
| ----- | ------------------- | ---- | -------- |
| 1     | John Regis          | GBR  | 20,65    |
| 2     | Kevin Little        | USA  | 20,81    |
| 3     | Kevin Braunskill    | USA  | 20,82    |
| 4     | Wladimir Krylow     | URS  | 20,82    |
| 5     | Wolfgang Haupt      | FRG  | 20,86    |
| 6     | Andrei Fedoriw      | URS  | 21,11    |
| 7     | Volker Westhagemann | FRG  | 21,33    |
| DNF   | Donovan Reid        | GBR  | 21,41    |

Datum: 24. Juni
Wind: +1,46 m/s

### 400 m
| Platz | Athlet                     | Land | Zeit (s) |
| ----- | -------------------------- | ---- | -------- |
| 1     | Tim Simon                  | USA  | 45,54    |
| 2     | Mark Rowe                  | USA  | 45,88    |
| 3     | Derek Redmond              | GBR  | 46,70    |
| 4     | Wjatscheslaw Kotscherjagin | URS  | 46,84    |
| 5     | Wladimir Popow             | URS  | 46,91    |
| 6     | Todd Bennett               | GBR  | 47,10    |
| 7     | Norbert Dobeleit           | FRG  | 47,18    |
| 8     | Ulrich Schlepütz           | FRG  | 47,28    |

Datum: 23. Juni

### 800 m
| Platz | Athlet           | Land | Zeit (min) |
| ----- | ---------------- | ---- | ---------- |
| 1     | Tom McKean       | GBR  | 1:48,10    |
| 2     | Jack Armour      | USA  | 1:48,67    |
| 3     | Tony Morrell     | GBR  | 1:48,85    |
| 4     | Andrei Sudnik    | URS  | 1:49,01    |
| 5     | Peter Braun      | FRG  | 1:49,59    |
| 6     | Stanley Redwine  | USA  | 1:50.05    |
| 7     | Bodo Kühn        | FRG  | 1:50.09    |
| 8     | Andrei Kraminski | URS  | 1:51,21    |

Datum: 23. Juni

### 1500 m
| Platz | Athlet              | Land | Zeit (min) |
| ----- | ------------------- | ---- | ---------- |
| 1     | Steve Cram          | GBR  | 3:35,41    |
| 2     | Rüdiger Stenzel     | FRG  | 3:38,67    |
| 3     | Steve Crabb         | GBR  | 3:39,13    |
| 4     | Wiktor Kalinkin     | URS  | 3:40,25    |
| 5     | Jeff Atkinson       | USA  | 3:40,55    |
| 6     | Eckhardt Rüter      | FRG  | 3:40,84    |
| 7     | Wladimir Kolpakow   | URS  | 3:42,76    |
| 8     | Terrence Herrington | USA  | 3:43,39    |

Datum: 24. Juni

### 3000 m
| Platz | Athlet             | Land | Zeit (min) |
| ----- | ------------------ | ---- | ---------- |
| 1     | Tim Hacker         | USA  | 7:50.30    |
| 2     | Mark Rowland       | GBR  | 7:50.41    |
| 3     | David Moorcroft    | GBR  | 7:50.50    |
| 4     | Klaus-Peter Nabein | FRG  | 7:53,51    |
| 5     | Farid Chairullin   | URS  | 7:53,88    |
| 6     | Brian Abshire      | USA  | 7:55.17    |
| 7     | Jewgeni Leontjew   | URS  | 8:01,78    |
| 8     | Markus Neukirch    | FRG  | 8:04,45    |

Datum: 23. Juni

### 5000 m
| Platz | Athlet           | Land | Zeit (min) |
| ----- | ---------------- | ---- | ---------- |
| 1     | Keith Brantley   | USA  | 13:55,37   |
| 2     | Craig Mochrie    | GBR  | 13:57,00   |
| 3     | Doug Padilla     | USA  | 13:59,52   |
| 4     | Markus Pingpank  | FRG  | 14:00,05   |
| 5     | Steve Binns      | GBR  | 14:01,28   |
| 6     | Oleg Syrojeschko | URS  | 14:04,67   |
| 7     | Sergei Smirnow   | URS  | 14:04,92   |
| 8     | Engelbert Franz  | FRG  | 14:21,20   |

Datum: 24. Juni

### 110 m Hürden
| Platz | Athlet              | Land | Zeit (s) |
| ----- | ------------------- | ---- | -------- |
| 1     | Colin Jackson       | GBR  | 12,99    |
| 2     | Jack Pierce         | USA  | 13,33    |
| 3     | Tony Jarrett        | GBR  | 13,46    |
| 4     | Florian Schwarthoff | FRG  | 13,62    |
| 5     | Wladimir Schischkin | URS  | 13,97    |
| 6     | Sergei Usow         | URS  | 15,81    |
| 7     | Roger Kingdom       | USA  | 29,12    |
| DNF   | Dietmar Koszewski   | FRG  |          |

Datum: 23. Juni
Wind: +2,61 m/s

### 400 m Hürden
| Platz | Athlet          | Land | Zeit (s) |
| ----- | --------------- | ---- | -------- |
| 1     | David Patrick   | USA  | 49,27    |
| 2     | Edgar Itt       | FRG  | 50,43    |
| 3     | Max Robertson   | GBR  | 50,61    |
| 4     | Harald Schmid   | FRG  | 50,68    |
| 5     | Kriss Akabusi   | GBR  | 51,10    |
| 6     | German Petrow   | URS  | 51,13    |
| 7     | Kevin Henderson | USA  | 51,88    |
| 8     | Alexei Basarow  | URS  | 52,04    |

Datum: 23. Juni

### 3000 m Hindernis
| Platz | Athlet           | Land | Zeit (min) |
| ----- | ---------------- | ---- | ---------- |
| 1     | Brian Diemer     | USA  | 8:29,45    |
| 2     | Roger Hackney    | GBR  | 8:32,41    |
| 3     | Jens Volkmann    | FRG  | 8:33,05    |
| 4     | Mark Coogan      | USA  | 8:38,90    |
| 5     | Michael Heist    | FRG  | 8:42,74    |
| 6     | Farid Chairullin | URS  | 8:50,17    |
| 7     | Gatis Deksnis    | URS  | 8:54,93    |
| 8     | John Hartigan    | GBR  | 8:57,87    |

Datum: 24. Juni

### 4 × 100 m Staffel
| Platz | Besetzung      | Land                                                            | Zeit (s) |
| ----- | -------------- | --------------------------------------------------------------- | -------- |
| 1     | USA            | Kevin Braunskill Tony Dees Davon Council Slip Watkins           | 38,84    |
| 2     | Großbritannien | Tony Jarrett John Regis Kevin Henderson Linford Christie        | 39,49    |
| 3     | BR Deutschland | Volker Westhagemann Norbert Dobeleit Peter Klein Wolfgang Haupt | 39,63    |
| 4     | Sowjetunion    | Andrei Rasin Wladimir Krylow Andrei Fedoriw Wladimir Schischkow | 39,95    |

Datum: 24. Juni

### 4 × 400 m Staffel
| Platz | Besetzung      | Land                                                         | Zeit (min) |
| ----- | -------------- | ------------------------------------------------------------ | ---------- |
| 1     | USA            | Clarence Daniel Lee Bridges Raymond Pierre Tim Simon         | 3:02,69    |
| 2     | Großbritannien | Paul Sanders Kriss Akabusi Todd Bennett Philip Brown         | 3:03,74    |
| 3     | BR Deutschland | Edgar Itt Mark Henrich Jörg Vaihinger Harald Schmid          | 3:05,00    |
| 4     | Sowjetunion    | Wladimir Popow Igor Rocheziagin Alexei Basarow German Petrow | 3:05,66    |

Datum: 24. Juni

### 10.000 m Bahngehen
| Platz | Athlet                 | Land | Zeit (min) |
| ----- | ---------------------- | ---- | ---------- |
| 1     | Michail Schtschennikow | URS  | 40:10.97   |
| 2     | Jauhen Missjulja       | URS  | 40:23,44   |
| 3     | lan McCombie           | GBR  | 40:52,49   |
| 4     | Tim Lewis              | USA  | 41:25,50   |
| 5     | Sean Martindale        | GBR  | 42:12,62   |
| 6     | Gary Morgan            | USA  | 42:34,16   |
| 7     | Andreas Luttmann       | FRG  | 42:54,53   |
| DSQ   | Franz-Josef Weber      | FRG  |            |

Datum: 24. Juni

### Hochsprung
| Platz | Athlet             | Land | Höhe (m) |
| ----- | ------------------ | ---- | -------- |
| 1     | Dalton Grant       | GBR  | 2,24     |
| 2     | Sergej Dimtschenko | URS  | 2,24     |
| 3     | Brian Stanton      | USA  | 2,24     |
| 4     | Brian Brown        | USA  | 2,24     |
| 5     | Carlo Thränhardt   | FRG  | 2,21     |
| 6     | Dietmar Mögenburg  | FRG  | 2,21     |
| 7     | John Holman        | GBR  | 2,15     |
| 8     | Alexei Jemelin     | URS  | 2,15     |

Datum: 23. Juni

### Stabhochsprung
| Platz | Athlet          | Land | Höhe (m) |
| ----- | --------------- | ---- | -------- |
| 1     | Grigori Jegorow | URS  | 5,65     |
| 2     | Igor Trandenkow | URS  | 5,50     |
| 3     | Doug Fraley     | USA  | 5,50     |
| 4     | Kory Tarpenning | USA  | 5,50     |
| 5     | Bernhard Zintl  | FRG  | 5,30     |
| 6     | Andy Ashurst    | GBR  | 5,20     |
| 7     | Kai Atzbacher   | FRG  | 5,00     |
| NMH   | Mike Edwards    | GBR  | ogV      |

Datum: 24. Juni

### Weitsprung
| Platz | Athlet              | Land | Weite (m) |
| ----- | ------------------- | ---- | --------- |
| 1     | Mike Powell         | USA  | 8,39      |
| 2     | Mark Forsythe       | GBR  | 8,14      |
| 3     | Llewellyn Starks    | USA  | 8,14      |
| 4     | Wladimir Bobljow    | URS  | 8,04      |
| 5     | Sergei Zaoserski    | URS  | 8,00      |
| 6     | Barrington Williams | GBR  | 7,95      |
| 7     | Dietmar Haaf        | FRG  | 7,91      |
| 8     | Alexander Bub       | FRG  | 7,77      |

Datum: 23. Juni
Alle hier genannten Weiten waren wegen der über dem erlaubten Limit von 2,0 m/s liegenden Rückenwindunterstützung nicht bestenlistenreif.

### Dreisprung
| Platz | Athlet            | Land | Weite (m) |
| ----- | ----------------- | ---- | --------- |
| 1     | Mykola Mussijenko | URS  | 17,15 w   |
| 2     | Ihar Lapschyn     | URS  | 17,0700   |
| 3     | Jonathan Edwards  | GBR  | 16,92 w   |
| 4     | Kersten Wolters   | FRG  | 16,89 w   |
| 5     | Charles Simpkins  | USA  | 16,8700   |
| 6     | Vernon Samuels    | GBR  | 16,82 w   |
| 7     | Peter Bouschen    | FRG  | 16,6700   |
| 8     | Joe Greene        | USA  | 16,07 w   |

Datum: 24. Juni

### Kugelstoßen
| Platz | Athlet             | Land | Weite (m) |
| ----- | ------------------ | ---- | --------- |
| 1     | Mike Stulce        | USA  | 20.08     |
| 2     | Wjatscheslaw Lycho | URS  | 20.05     |
| 3     | Karsten Stolz      | FRG  | 19,75     |
| 4     | Timur Bisadze      | URS  | 19,74     |
| 5     | Mike Buncic        | USA  | 18,81     |
| 6     | Wolfgang Schmidt   | FRG  | 18,75     |
| 7     | Paul Edwards       | GBR  | 17,99     |
| 8     | Simon Williams     | GBR  | 17,77     |

Datum: 24. Juni

### Diskuswurf
| Platz | Athlet           | Land | Weite (m) |
| ----- | ---------------- | ---- | --------- |
| 1     | Wolfgang Schmidt | FRG  | 67,64     |
| 2     | Rolf Danneberg   | FRG  | 65,58     |
| 3     | Mike Buncic      | USA  | 64,46     |
| 4     | Kamy Keshmiri    | USA  | 62,68     |
| 5     | Romas Ubartas    | URS  | 62,30     |
| 6     | Juri Dumtschew   | URS  | 61,54     |
| 7     | Simon Williams   | GBR  | 57,10     |
| 8     | Graham Savory    | GBR  | 56,02     |

Datum: 24. Juni

### Hammerwurf
| Platz | Athlet           | Land | Weite (m) |
| ----- | ---------------- | ---- | --------- |
| 1     | Christoph Sahner | FRG  | 78,36     |
| 2     | Heinz Weis       | FRG  | 77,82     |
| 3     | Igor Nikulin     | URS  | 77,04     |
| 4     | Lance Deal       | USA  | 76,58     |
| 5     | Jüri Tamm        | URS  | 76,20     |
| 6     | Ken Flax         | USA  | 75,18     |
| 7     | Shane Peacock    | GBR  | 69,46     |
| 8     | Michael Jones    | GBR  | 68,78     |

Datum: 23. Juni

### Speerwurf
| Platz | Athlet                | Land | Weite (m) |
| ----- | --------------------- | ---- | --------- |
| 1     | Steve Backley         | GBR  | 84,20     |
| 2     | Witali Saizew         | URS  | 83,16     |
| 3     | Klaus-Peter Schneider | FRG  | 81,58     |
| 4     | Mick Hill             | GBR  | 81,54     |
| 5     | Klaus Tafelmeier      | FRG  | 81,28     |
| 6     | Wiktor Jewsjukow      | URS  | 79,90     |
| 7     | Mike Barnett          | USA  | 75,30     |
| 8     | David Stephens        | USA  | 73,38     |

Datum: 24. Juni